# Prix Jensen
Le prix Jensen est un prix annuel décerné aux auteurs des meilleurs articles de recherche sur la finance d'entreprise et la recherche en organisation publiés dans le Journal of Financial Economics. Le prix est nommé à l'honneur de Michael Jensen, un des éditeurs consultatifs et cofondateur de la revue.
Chaque année, les abonnés personnels et étudiants du Journal of Financial Economics votent pour le meilleur article dans chacune des deux catégories après que la rédaction de la revue ait énuméré tous les articles et assigné soit au secteur des finances et des organisations, soit aux marchés financiers et aux actifs. Chaque abonné peut utiliser une voix pour chaque catégorie. 

## Lauréats du prix Jensen
| Article | Auteurs(s)                                                                         | Année | Volume      |
| --- | ---------------------------------------------------------------------------------- | ----- | ----------- |
| "The complexity of compensation contracts" "The decline of takeovers and disciplinary managerial turnover"            | Stacey R. Kole Wayne H. Mikkelson et M. Megan Partch                               | 1997  | Janvier Mai |
| "Risk management, capital budgeting, and capital structure policy for financial institutions: an integrated approach" | Kenneth A. Froot et Jeremy C. Stein (en)                                           | 1998  | Janvier     |
| "The determinants and implications of corporate cash holdings"                                                        | Tim Opler, Lee Pinkowitz, René M. Stulz (en) et Rohan Williamson                   | 1999  | Avril       |
| "On the optimality of resetting executive stock options"                                                              | Viral V. Acharya (en), Kose John et Rangarajan K. Sundaram (en)                    | 2000  | Juillet     |
| "The theory and practice of corporate finance: Evidence from the field"                                               | John R. Graham (en) et Campbell Harvey (en)                                        | 2001  | Mai/Juin    |
| "Does diversification destroy value? Evidence from industry shocks"                                                   | Owen A. Lamont et Christopher Polk                                                 | 2002  | Janvier     |
| "Stock market driven acquisitions"                                                                                    | Andrei Shleifer et Robert W. Vishny                                                | 2003  | Décembre    |
| "Are dividends disappearing? Dividend concentration and the consolidation of earnings"                                | Harry DeAngelo, Linda DeAngelo et Douglas J. Skinner                               | 2004  | Juin        |
| "Payout policy in the 21st century"                                                                                   | Alon Brav, John R. Graham, Roni Michaely et Campbell R. Harvey                     | 2005  | Septembre   |
| "Tax shelters and corporate debt policy"                                                                              | John R. Graham et Alan L. Tucker                                                   | 2006  | Septembre   |
| "Does backdating explain the stock price pattern around executive stock option grants?"                               | Randall A. Heron et Erik Lie                                                       | 2007  | Février     |
| "Why do private acquirers pay so little compared to public acquirers?"                                                | Leonce L. Bargeron, Frederik P. Schlingemann, René M. Stulz (en) et Chad J. Zutter | 2008  | Septembre   |
| "Share issuance and cross-sectional returns: International evidence"                                                  | R. David McLean, Jeffrey Pontiff et Akiko Watanabe                                 | 2009  | Octobre     |
| "The marketing of seasoned equity offerings"                                                                          | Xiaohui Gao et Jay Ritter                                                          | 2010  | Juillet     |
| "Ownership structure and the cost of corporate borrowing"                                                             | Lin Chen, Yue Ma, Paul Malatesta et Yuhai Xuan                                     | 2011  | Avril       |